# Emil Matousek
Emil Matousek, auch geführt als Emanuel Matousek, (* 24. Juli 1908 im Deutschen Reich; † 11. April 1951 in München) war ein deutscher Schauspieler bei Bühne und Film.

## Leben und Wirken
Emil/Emanuel Matousek begann seine Bühnenlaufbahn rund um das Jahr 1930 und erhielt anfänglich nur selten Festengagements. Nachzuweisen ist er in der Spielzeit 1931/32 an dem kleinen Schlesischen Landestheater von Bunzlau. Im weiteren Verlauf desselben Jahrzehnts schloss er sich bis zur Schließung sämtlicher Bühnen im Dritten Reich dem Münchner Volkstheater an. Hier feierte er mit der Hauptrolle in dem Volksstück Graf Schorschi einen besonderen Erfolg. Nach dem Krieg wirkte Matousek einige Jahre als Leiter der bayerischen Volksbühne in Gmund. Beim Film seit 1932 aktiv, verkörperte Matousek zumeist kleinere Chargen, die kaum Eindruck hinterließen. Der Künstler starb, noch keine 43 Jahre alt, an einem Herzschlag. Noch am Vorabend hatte er den lustigen Gesellen Frosch im Urfaust gespielt.

## Filmografie
- 1932: Gipfelstürmer
- 1933: Die blonde Christl
- 1934: Stoßtrupp 1917
- 1940: Feinde
- 1941: Der laufende Berg
- 1941: Quax, der Bruchpilot
- 1942: Violantha
- 1942: Der Hochtourist
- 1943: Der unendliche Weg
- 1944/48: Im Tempel der Venus
- 1944/49: Ein Herz schlägt für Dich
- 1944/50: Die Schuld der Gabriele Rottweil
- 1950: Entscheidung vor Morgengrauen (Decision Before Dawn)
- 1950: Grenzstation 58